# Южино
Южино — деревня в Колыванском районе Новосибирской области. Входит в состав Сидоровского сельсовета.

## География
Площадь деревни — 99 гектаров.

## Население
| 2002 | 2007 | 2010 |
| ---- | ---- | ---- |
| 416  | ↗470 | ↘276 |

## Инфраструктура
В деревне по данным на 2007 год функционируют 1 учреждение здравоохранения и 1 учреждение образования.